# Kari Ukkonen
Kari Ukkonen (født 19. februar 1961 i Kuopio, Finland) er en finsk tidligere fodboldspiller (forsvarer) og –træner.
Ukkonen spillede 59 kampe og scorede fire mål for Finlands landshold i perioden 1983-1996. På klubplan spillede han størstedelen af sin karriere i Belgien, hvor han blandt andet vandt det belgiske mesterskab med Anderlecht i 1991.
Efter sit karrierestop fungerede Ukkonen som træner for ligaklubben TPS.

## Titler
Belgisk mesterskab
- 1991 med Anderlecht

Belgisk pokal
- 1985 med Cercle Brugge
- 1988 og 1989 med Anderlecht
- 1992 med Antwerpen